# Norges herrjuniorlandslag i ishockey
Norges herrjuniorlandslag i ishockey (norska: Norges U20-herrelandslag i ishockey) representerar Norge i ishockey för herrjuniorer. Laget spelade sin första landskamp den 27 december 1978 i Karlskoga under juniorvärldsmästerskapet, och förlorade mot Sovjetunionen med 0-17.

### Fotnoter
1. ↑  ”Championnat du monde 1979 des moins de 20 ans”. Hockeyarvhives. 1978-1979. http://www.passionhockey.com/hockeyarchives/U-20_1979.htm. Läst 15 december 2013.